# بهاءالدین پازارگاد

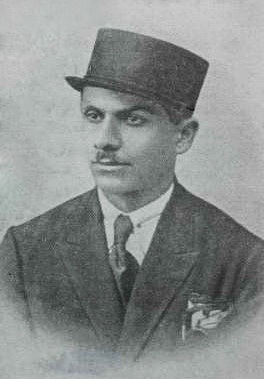

بهاءالدین حسام‌زاده معروف به بهاءالدین پازارگاد (۱۲۷۸ در شیراز — ۶ آذر ۱۳۴۸ در تهران) جامعه‌شناس، روزنامه‌نگار و شاعر ایرانی بود. او به مدت یک سال و نیم نشریه پازارگاد را در شیراز منتشر می‌کرد و سپس روزنامه «خورشید ایران» را که در سال ۱۳۰۲ آن را تأسیس کرده و در سال ۱۳۰۳ توقیف شده بود، ازنو در سال ۱۳۲۱ انتشار داد.

## درگذشت
ششم آذر ۱۳۴۸ در سن ۷۳ سالگی در بیمارستان مهر درگذشت.